# Conflans-en-Jarnisy
Conflans-en-Jarnisy är en kommun i departementet Meurthe-et-Moselle i regionen Grand Est (tidigare regionen Lorraine) i nordöstra Frankrike. Kommunen ligger i kantonen Conflans-en-Jarnisy som tillhör arrondissementet Briey. År 2022 hade Conflans-en-Jarnisy 2 378 invånare.

## Befolkningsutveckling
Antalet invånare i kommunen Conflans-en-Jarnisy
| Referens: INSEE |